# Ricardo van der Velde
Ricardo van der Velde (Rijsbergen, 19 februari 1987) is een Nederlands voormalig wielrenner. Zijn laatste twee seizoenen kwam hij uit voor het Amerikaanse Jelly Belly Cycling.
Van der Velde is familie van de wielrenners Alain van der Velde (oudere broer), Johan van der Velde (vader) en Theo van der Velde (oom).

## Overwinningen
2003
 Nederlands kampioen veldrijden, Nieuwelingen
2004
Cyclocross Asper-Gavere, Junioren
Cyclocross Gieten, Junioren
2005
3e etappe deel B Ronde van Besaya, Junioren
2006
Cyclocross Lierop
2008
4e etappe Ronde van de Toekomst
2009
1e etappe Ronde van Qatar (ploegentijdrit) (met Martijn Maaskant, Bradley Wiggins, Hans Dekkers, William Frischkorn, Kilian Patour, Michael Friedman en Huub Duyn)
2011
Ronde van Steenbergen

## Resultaten in voornaamste wedstrijden
| Jaar | Parijs-Roubaix | Amstel Gold Race |
| ---- | -------------- | ---------------- |
| 2009 |                | 85e              |
| 2010 | opgave         | opgave           |